# Кнафаим-Аркиа
«Кнафаим» или «Кнафаим-Аркиа» — израильская компания, которая является холдингом, владеющим несколькими компаниями, работающими преимущественно в авиации. Название «Кнафаим» в переводе означает Крылья. В Израиле компания «Кнафаим» более известна по имени авиакомпании «Аркиа».
В настоящий момент холдингу «Кнафаим» принадлежит порядка 40 % акций израильской авиакомпании «Эль-Аль», часть бизнеса авиакомпании «Аркиа», а также акции ещё двух компаний: компании «МАМАН», которая осуществляет работу грузовых терминалов в аэропорту имени Бен-Гуриона и туристической компании «ИСТА» . Годовой оборот консорциума составляет порядка 2 миллиардов $.

## История
Первоначально компании «Кнафаим» принадлежало 3,8 % акций «Эль-Аль» и опцион на приобретение более 50 % акций этой авиакомпании. Также «Кнафаим» полностью владела авиакомпанией «Аркиа». Холдинг «Кнафаим» проводил переговоры с израильским государством о покупке государственной компании «Эль-Аль» и расширении в ней своей доли на основе реализации опциона.

### Увеличение доли в авиакомпании «Эль-Аль»
В августе-сентябре 2004 году было принято решение об объединении двух компаний, которыми владел холдинг «Кнафаим». Согласно этому решению авиакомпании «Эль Аль» и «Аркиа» должны быть объединены, но при этом бизнес компании «Аркиа» должен быть продан третьей независимой стороне. Разрешение на объединение дал Дрор Штрум, ответственный за соблюдением антимонопольного законодательства в Израиле. К управлению авиакомпанией «Эль-Аль» «Кнафаим» должна была приступить в декабре 2004 года
В декабре 2004 года холдинг «Кнафаим-Аркиа» приобрёл значительную долю акций «Эль-Аль». Сделка в виде реализации опционов была проведена 23 декабря. Доля «Кнафаим» в «Эль-Аль» увеличилась до 40 %, стоимость покупки составила 21,7 млн долларов. Для осуществления сделки компания «Кнафаим» привлекла две внешние финансовые компании, которые предоставили холдингу кредит в 40 млн $ сроком на 10 лет.
После увеличения своей доли в компании «Эль-Аль» «Кнафаим» инициировала переизбрание совета директоров. Собрание акционеров состоялось 6 января 2005 года. На нём было принято решение о замене большей части правления, в результате этого решения контроль над компанией «Эль-Аль» перешёл от государства к холдингу «Кнафаим».

### Продажа бизнеса «Аркиа»
Основной бизнес авиакомпании «Аркиа», принадлежавший холдингу «Кнафаим», был продан независимой от «Эль-Аль» и «Кнафаим» стороне. В декабре 2005 года советом директоров холдинга «Кнафаим» была утверждена сделка по продаже лицензии на осуществление авиаперелетов авиакомпанией «Аркиа» компании «Некеш» и работникам самой «Аркиа». Доли были распределены следующим образом: 65 % получила фирма «Некеш», а оставшиеся 35 % достались работникам «Аркиа». По планам «Кнафаим» продажа бизнеса «Аркиа» должна была привести к увеличению доходов холдинга.